# Hélène Robitaille
Hélène Robitaille, originaire de Québec, est une nouvelliste, dramaturge et enseignante québécoise,.

## Biographie
Hélène Robitaille détient une maîtrise en création littéraire de l'Université McGill (1999).
Elle enseigne la littérature et le théâtre au Cégep de Lévis-Lauzon,. Elle est également cofondatrice d'une compagnie de théâtre. Elle met en scène et présente plusieurs pièces de théâtre dont Café new-yorkais, avec Harry Travers, diffusé sur les ondes de Radio-Canada.
Elle collabore également avec le Théâtre Sortie de secours dirigé par Philippe Soldevila, qui signe la mise en scène de sa pièce de théâtre Santiago : contes en trois actes. Celle-ci est présentée au Théâtre Périscope à Québec ainsi qu'au Théâtre d’Aujourd’hui à Montréal.
En tant qu'auteure, elle fait paraître une pièce de théâtre Santiago : conte en trois actes (L'Instant même, 2007) ainsi que deux recueils de nouvelles, soit Les cigales en hiver (L'Instant même, 2006) et Villes où je n'irai jamais (Boréal, 2021),,,.
En 2007, Robitaille est récipiendaire du Prix Adrienne-Choquette. Elle est aussi finaliste du Prix du récit Radio-Canada en 2017,.
Elle vit à Lévis.

## Œuvres

### Nouvelles
- Les cigales en hiver, Québec, L'Instant même, 2006, 127 p. (ISBN 2-89502-226-7)
- Villes où je n'irai jamais, Montréal, Boréal, 2021, 365 p. (ISBN 9782764626801 et 2764626800)

### Théâtre
- Santiago : conte en trois actes, Québec, L'Instant même, 2007, 128 p. (ISBN 978-2-89502-250-3)

## Prix et honneurs
- 2007 - Récipiendaire : Prix Adrienne-Choquette (pour Les cigales en hiver)
- 2017 - Finaliste : Prix du récit Radio-Canada (pour Petite nazie)[2]